# Бондарчук, Филипп Яковлевич
Филипп Яковлевич Бондарчук (1906—1944) — младший сержант Рабоче-крестьянской Красной Армии, участник Великой Отечественной войны, Герой Советского Союза (1945).

## Биография
Филипп Бондарчук родился в 1906 году в селе Заречное (ныне — Тульчинский район Винницкой области Украины) в крестьянской семье. Получил неполное среднее образование, работал в родном селе. В 1927—1930 годах проходил службу в Рабоче-крестьянской Красной Армии. В марте 1944 года вновь был призван в армию. С того же месяца — на фронтах Великой Отечественной войны. К августу 1944 года гвардии младший сержант Филипп Бондарчук был снайпером 132-го гвардейского стрелкового полка 42-й гвардейской стрелковой дивизии 40-й армии 2-го Украинского фронта. Отличился во время освобождения Румынии.
19 августа 1944 года во время штурма укреплённого района противника у села Сочь в 10 километрах к юго-западу от города Пашкани Бондарчук одним из первых в своём подразделении поднялся в атаку и забросал гранатами противника в траншее. Огнём из снайперской винтовки Бондарчук уничтожил более 10 солдат, ворвался в дот и захватил в плен 8 солдат противника. Погиб в бою 22 августа 1944 года. Похоронен в селе Сочь.
Указом Президиума Верховного Совета СССР от 22 августа 1944 года гвардии младший сержант Филипп Бондарчук посмертно был удостоен высокого звания Героя Советского Союза. Был также награждён орденами Ленина, Красного Знамени, Красной Звезды, а также рядом медалей.

## Память
В родном селе Бондарчука ему установлен памятник.